# Vivacité (informatique)
Pour les articles homonymes, voir Vivacité.
En programmation concurrente, la vivacité est le fait pour un système de garantir qu'une propriété sera vraie à partir d'une certaine étape de l'exécution. Par exemple, dans un algorithme d'exclusion mutuelle, une propriété de vivacité est : inéluctablement, tout processus qui le demande entre en section critique.
L'équivalent en algorithmique séquentielle (c'est-à-dire non concurrente) est la terminaison.
Souvent, ce type de propriété est vérifié sous une condition d'équité : par exemple, on va garantir la terminaison d'un programme parallèle sous la condition que l'ordonnanceur soit équitable.
L'autre grand type de propriété de programmes est la sûreté.